# Exenterus nigricarpus
Exenterus nigricarpus är en stekelart som först beskrevs av Costa 1863.  Exenterus nigricarpus ingår i släktet Exenterus och familjen brokparasitsteklar. Inga underarter finns listade i Catalogue of Life.